# Lucy Dubinchik

Lucy Dubinchik (2007)

Lucy Dubinchik (hebräisch לוסי דובינצ'יק, russisch Люси Дубинчик; * 17. Dezember 1982 in Moskau, UdSSR) ist eine israelische Schauspielerin. Bekannt wurde sie vor allem mit dem Spielfilm Saint Clara.

## Leben
Lucy Dubinchik wurde in Moskau geboren; ihr Vater stammt aus der Ukrainischen SSR. Nach der Perestroika 1989 wanderte sie mit ihrer Familie nach Israel aus. 1996 debütierte sie zusammen mit Maya Maron in Saint Clara, einem Film von Ari Folman. Sie spielte ein russisches Mädchen, das mit seinen hellseherischen Fähigkeiten eine israelische Wüstenstadt in Anarchie und Chaos versetzt. Sie gewann für ihre Darstellung den Ophir Award für die beste Hauptdarstellerin und war mit 14 Jahren die jüngste Gewinnerin des Ophirs. Danach spielte sie in einigen Folgen der erfolgreichen Telenovela Florentine (von Eytan Fox). Daraufhin spielte sie eine Rolle in Yanas Freunde, einem Film über die Probleme der sowjetischen Einwanderer in der Zeit des Golfkrieges. Danach spielte sie abwechselnd Rollen im israelischen Fernsehen und im Kino. 2010 war sie an der Seite von Heiner Lauterbach im ZDF-Fernsehfilm Mörderischer Besuch zu sehen.
Im Jahr 2007 heiratete sie Johnny Peterson und brachte ihre Tochter Alma zur Welt. Am 1. August 2017 stürzte sie aus dem vierten Stock ihres Hauses und verletzte sich schwer.

## Filmografie (Auswahl)
- 1996: Saint Clara
- 1998: Florentine
- 1999: Yanas Freunde
- 2008: Antarctica … Lässt Herzen schmelzen
- 2008: Ruth
- 2010: Mörderischer Besuch (TV)